# Aeschynanthus poilanei
Aeschynanthus poilanei är en tvåhjärtbladig växtart som beskrevs av François Pellegrin. Aeschynanthus poilanei ingår i släktet Aeschynanthus och familjen Gesneriaceae. Inga underarter finns listade i Catalogue of Life.